# Dzierżoniów (gmina wiejska)
Dzierżoniów – gmina wiejska w województwie dolnośląskim, w powiecie dzierżoniowskim. W latach 1975–1998 gmina położona była w województwie wałbrzyskim.
Siedziba władz gminy to Dzierżoniów.
Według danych z 30 czerwca 2007 gminę zamieszkiwały 9372 osoby. Natomiast według danych z 30 czerwca 2020 roku gminę zamieszkiwały 9072 osoby.

## Struktura powierzchni
Według danych z roku 2002 gmina Dzierżoniów ma obszar 142,05 km², w tym:
- użytki rolne: 79%
- użytki leśne: 15%

Gmina stanowi 29,67% powierzchni powiatu.

## Demografia

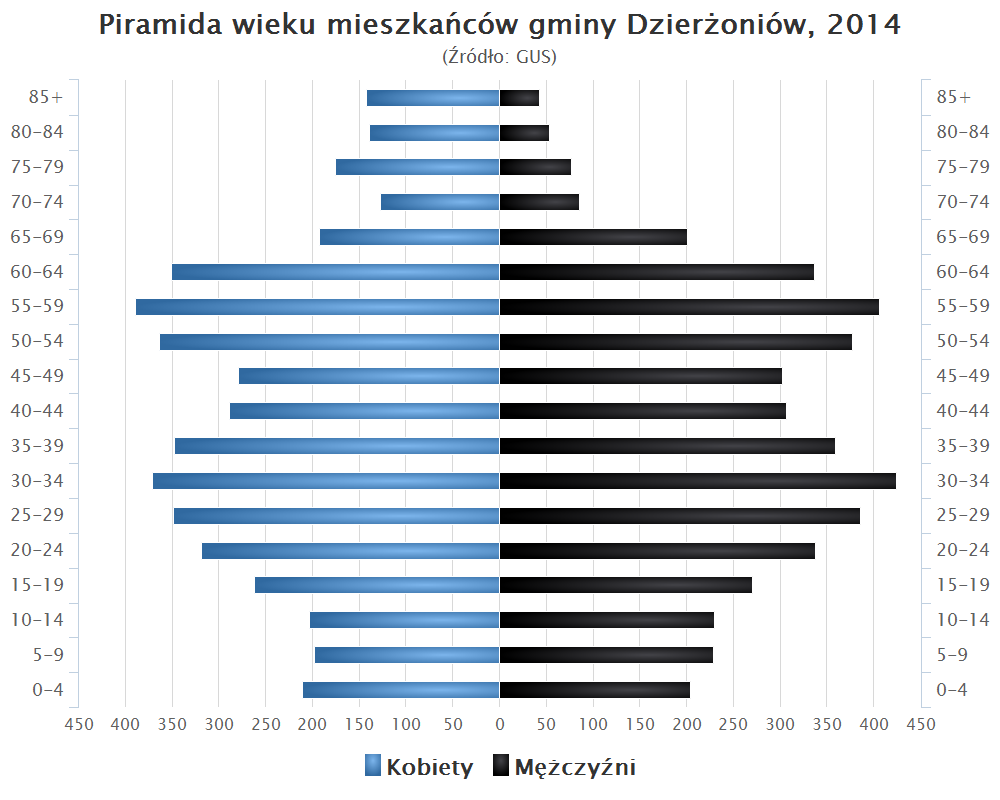
Piramida wieku mieszkańców gminy Dzierżoniów w 2014 roku

Dane z 30 czerwca 2004:
| Opis                              | Ogółem | Ogółem | Kobiety | Kobiety | Mężczyźni | Mężczyźni |
| --------------------------------- | ------ | ------ | ------- | ------- | --------- | --------- |
| jednostka                         | osób   | %      | osób    | %       | osób      | %         |
| populacja                         | 9461   | 100    | 4805    | 50,8    | 4656      | 49,2      |
| gęstość zaludnienia (mieszk./km²) | 66,6   | 66,6   | 33,8    | 33,8    | 32,8      | 32,8      |

## Miejscowości i  ich części
WsieDobrocin, Jędrzejowice, Kiełczyn, Książnica, Mościsko, Nowizna, Ostroszowice, Owiesno, Piława Dolna, Roztocznik, Tuszyn, Uciechów, Włóki
Przysiółki wsiByszów, Dębowa Góra, Dobrocinek, Jodłownik, Józefówek, Kietlice, Kołaczów, Marianówek, Myśliszów, Wiatraczyn.
Zniesione cz. wsiAlbinów, Borowica

## Sąsiednie gminy
Bielawa, Dzierżoniów (miasto), Łagiewniki, Niemcza, Nowa Ruda (gmina wiejska), Marcinowice, Pieszyce, Piława Górna, Stoszowice, Świdnica